# 16 mars
16 mars är den 75:e dagen på året i den gregorianska kalendern (76:e under skottår). Det återstår 290 dagar av året.

## Återkommande bemärkelsedagar

### Festdagar
- Romerska riket: Inledningen på backanalerna

### Minnesdagar
- Lettland: Lettiska legionärernas dag (till minne av den lettiska legionen inom Waffen-SS under andra världskriget; eftersom dagen är kontroversiell är den sedan 23 februari 2000 avskaffad som officiell minnesdag)

## Dagens namn

### I den svenska almanackan
- Nuvarande – Herbert och Gilbert
- Föregående i bokstavsordning
  - Cyriakus – Namnet fanns, till minne av ett barnhelgon, som blev martyr tillsammans med sin mor på 300-talet, på dagens datum före 1719, då det utgick.
  - Gilbert – Namnet infördes 1986 på 7 september, men flyttades till dagens datum 1993 och har funnits där sedan dess.
  - Herbert – Namnet infördes på dagens datum 1901, då det ersatte den äldre namnformen Heribert och har funnits där sedan dess.
  - Heribert – Namnet infördes, till minne av den helige Heribertus av Köln, på dagens datum 1719. 1901 utgick det och ersattes av det modernare Herbert.
  - Herta – Namnet infördes på dagens datum 1986, men flyttades 1993 till 27 juni och utgick 2001.
  - Hervor – Namnet infördes på dagens datum 1986. 1993 flyttades det till 16 januari och 2001 till 1 april.
- Föregående i kronologisk ordning
  - Före 1719 – Cyriakus
  - 1719–1900 – Heribert
  - 1901–1985 – Herbert
  - 1986–1992 – Herbert, Herta och Hervor
  - 1993–2000 – Herbert och Gilbert
  - Från 2001 – Herbert och Gilbert
- Källor
  - Brylla, Eva (red.): Namnlängdsboken, Norstedts ordbok, Stockholm, 2000. ISBN 91-7227-204-X
  - af Klintberg, Bengt: Namnen i almanackan, Norstedts ordbok, Stockholm, 2001. ISBN 91-7227-292-9

### Finlandssvenska almanackan
- Nuvarande från 1929[1] – Herbert
- I föregående revideringar[a][2]
  - inga ändringar sedan 1929

## Händelser
- 1792 – Den svenske kungen Gustav III blir skjuten av kaptenen Jacob Johan Anckarström på en operamaskerad på Kungliga Operan i Stockholm. Kungen avlider dock inte omedelbart, såsom konspiratörerna bakom dådet har hoppats på och mördaren blir snabbt infångad. Trots att man finner en hel grupp konspiratörer bakom det hela är det bara Anckarström (som höll i mordvapnet) som döms till döden och avrättas. Övriga konspiratörer döms till fästning och landsförvisning eller andra, mildare straff, sedan kungen knappt två veckor senare har avlidit av sina skador och tillstötande sjukdomar.
- 1935 – Den tyske rikskanslern Adolf Hitler tillkännager, att Tyskland ämnar återupprusta sina stridskrafter i strid med den 1919 undertecknade Versaillesfreden efter första världskriget. Samma dag återinförs värnplikten i Tyskland, för att man ska kunna bygga upp den tyska armén.
- 1939 – Dagen efter att Tyskland har annekterat den tjeckiska delen av Tjeckoslovakien utropas Tjeckien av Hitler som tyskt protektorat med namnet Böhmen-Mähren.[3] Slovakien har två dagar tidigare blivit självständigt och behåller formellt sin självständighet till andra världskrigets slut 1945, även om det i praktiken står under tyskt beskydd och 1944–1945 även är ockuperat av Tyskland.
- 1978
  - Den förre italienske premiärministern Aldo Moro blir kidnappad av den väpnade vänsterorganisationen Röda brigaderna, som skjuter ihjäl hans fem livvakter. När kidnapparna inte får sina krav för att släppa Moro tillgodosedda dödar de honom och han återfinns i bagageutrymmet på en bil i centrala Rom den 9 maj.
  - Den liberiaregistrerade oljetankern Amoco Cadiz går på grund och bryts sönder i tre delar vid Ploudalmézeau utanför nordvästfranska Bretagnes kust. Då samtliga dess 1,6 miljoner fat råolja på 220 000 ton läcker ut i havet orsakar detta världens dittills värsta oljekatastrof.
- 1987 – Sveriges Radio avslöjar att den svenska vapentillverkaren Bofors har mutat indiska politiker, för att få en order på 410 stycken artilleripjäser av typen Haubits 77, som är värd 8,4 miljarder kronor.
- 1988 – Sedan iranska styrkor dagen före under det pågående kriget mellan Iran och Irak har intagit den nordöstirakiska kurdiska staden Halabja genomför irakiska styrkor ett gasanfall mot staden. Vid anfallet omkommer även 7 000 civila kurder, främst kvinnor och barn.

## Födda
- 1596 – Ebba Brahe, svensk hovfröken och grevinna, mest känd för sin ungdomsromans med Gustav II Adolf
- 1623 – Svante Sparre, svensk friherre, landshövding och lantmarskalk
- 1661 – Jonas Cedercreutz, svensk friherre, lagman och landshövding
- 1695 – Vilhelm Gustaf Wrangel, svensk militär och politiker
- 1789 – Georg Ohm, tysk fysiker som har fått enheten för elektriskt motstånd uppkallad efter sig
- 1750 – Caroline Herschel, brittisk astronom
- 1751 – James Madison, amerikansk politiker och politisk filosof, USA:s utrikesminister 1801–1809, USA:s president 1809–1817
- 1757 – Bengt Lidner, svensk skald
- 1771 – Antoine-Jean Gros, fransk målare
- 1794 – Lawrence Brainerd, amerikansk abolitionist, affärsman och politiker, senator för Vermont 1854–1855
- 1800 – Ninko, kejsare av Japan 1817–1846
- 1816 – Hermann Willebrand, tysk arkitekt
- 1831 – Elise Hwasser, svensk skådespelare
- 1839 – Sully Prudhomme, fransk poet, mottagare av Nobelpriset i litteratur 1901
- 1846 – Gösta Mittag-Leffler, svensk matematiker
- 1855
  - Johan Forssell, svensk folkskollärare och först liberal, sedan socialdemokratisk politiker
  - Aleksej Polivanov, rysk general
- 1857 – Arthur R. Gould, amerikansk republikansk politiker, senator för Maine 1926–1931
- 1865 – Knut Leonard Tallqvist, finländsk orientalist
- 1874 – Frédéric François-Marsal, fransk politiker, Frankrikes tillförordnade president 11–13 juni 1924
- 1878
  - Clemens August von Galen, tysk saligförklarad romersk-katolsk biskop och kardinal
  - Reza Pahlavi, iransk militär, shah av Iran 1926–1941
- 1891 – Jules Gaston Portefaix, svensk skådespelare och manusförfattare
- 1892 – Marian Zyndram-Kościałkowski, polsk politiker, Polens premiärminister 1935–1936
- 1896 – Otto Hofmann, tysk SS-officer
- 1903 – Mike Mansfield, amerikansk demokratisk politiker och diplomat, senator för Montana 1953–1977
- 1906 – Parvin E'tesami, iransk poet
- 1908 – Gunnar Hahn, svensk kompositör, arrangör och pianist
- 1911 – Josef Mengele, tysk nazistisk läkare, känd som ”Dödsängeln” eller ”Den vita ängeln”
- 1912 – Patricia ”Pat” Nixon, amerikansk skådespelare, USA:s första dam 1969–1974 (gift med Richard Nixon)
- 1918
  - Aldo van Eyck, nederländsk arkitekt
  - Frederick Reines, amerikansk fysiker, mottagare av Nobelpriset i fysik 1995
- 1920
  - Traudl Junge, tysk sekreterare och journalist, privatsekreterare åt Adolf Hitler 1942–1945
  - Leo McKern, australisk skådespelare
- 1926 – Jerry Lewis, amerikansk skådespelare, komiker, filmproducent, manusförfattare och regissör
- 1930 – Tommy Flanagan, amerikansk jazzpianist
- 1936 – Eva Kotamanidou, grekisk skådespelare
- 1937 – William L. Armstrong, amerikansk republikansk politiker, senator för Colorado 1979–1991
- 1941 – Bernardo Bertolucci, italiensk filmregissör
- 1948 – Hans Dahlgren, svensk ämbetsman och diplomat, Sveriges FN-ambassadör 1997–2000, EU-minister 2019–2022
- 1949
  - Erik Estrada, amerikansk skådespelare
  - Victor Garber, kanadensisk skådespelare och musiker
- 1950 – Tom Ahlsell, svensk skådespelare
- 1953
  - Lars Bäckström, svensk vänsterpartistisk politiker, lärare och ämbetsman, landshövding i Västra Götalands län 2008–2017
  - Christer G. Wennerholm, svensk moderat politiker
- 1954
  - Nancy Wilson, amerikansk gitarrist
  - Jimmy Nail, brittisk skådespelare och sångare
- 1959 – Jens Stoltenberg, norsk arbeiderpartistisk politiker, Norges statsminister 2000–2001 och 2005–2013, Natos generalsekreterare 2014–2024, Norges finansminister 1996–1997 och 2025–
- 1962 – Joseph Crowley, amerikansk demokratisk politiker, kongressledamot 1999–2019
- 1964
  - Gore Verbinski, amerikansk filmregissör
  - Sören Olsson, svensk författare
- 1965 – Ulf Malmros, svensk regissör, manusförfattare och klippare
- 1967 – Lauren Graham, amerikansk skådespelare
- 1968 – David MacMillan, brittisk kemist, mottagare av Nobelpriset i kemi 2021
- 1970 – Joakim Berg, svensk kompositör och textförfattare, gitarrist och sångare i gruppen Kent
- 1971
  - Alan Tudyk, amerikansk skådespelare
  - Jakob Öqvist, svensk ståuppkomiker, radiopratare och programledare
- 1974 – Johan Widerberg, svensk skådespelare
- 1975
  - Sienna Guillory, amerikansk skådespelare
  - Tachibana Higuchi, japansk mangatecknare
- 1976 – Susanne Ljungskog, svensk cyklist, bragdmedaljör
- 1982
  - Dian Sastrowardoyo, indonesisk skådespelare
  - Marcus Dahlin, svensk fotbollsspelare
- 1983 – Susanna Patoleta, svensk musiker, medlem i grupperna NEXX och Excellence
- 1989 – Theo Walcott, brittisk fotbollsspelare
- 1990 – James Bulger, brittisk pojke och uppmärksammat mordoffer
- 1991 – Wolfgang Van Halen, amerikansk musiker

## Avlidna
- 37 – Tiberius, 78, romersk kejsare sedan 14
- 1072 – Adalbert, omkring 72, ärkebiskop av Hamburg-Bremen sedan 1043
- 1485 – Anne Neville, 28, Englands drottning sedan 1483 (gift med Rikard III)
- 1736 – Giovanni Battista Pergolesi, 26, italiensk kompositör
- 1801 – Alexandra Pavlovna, 17, rysk prinsessa, österrikisk ärkehertiginna sedan 1799 (gift med ärkehertig Josef Anton)
- 1835 – Nils Magnus Lindh, 59, svensk boktryckare
- 1845 – Isaac C. Bates, 66, amerikansk politiker, senator för Massachusetts sedan 1841
- 1868 – David Wilmot, 54, amerikansk politiker och jurist, senator för Pennsylvania 1861–1863
- 1878 – William Banting, 81, brittisk begravningsentreprenör som har fått viktminskningsmetoden bantning uppkallad efter sig
- 1889 – Ernst Wilhelm Leberecht Tempel, 67, tysk-italiensk astronom
- 1914 – Albert Gobat, 70, schweizisk advokat och politiker, mottagare av Nobels fredspris 1902
- 1919 – Jakov Sverdlov, 33, ordförande för Sovjetunionens kommunistiska parti sedan 1917
- 1925 – August Paul von Wassermann, 59, tysk bakteriolog
- 1930 – Miguel Primo de Rivera, 60, spansk general och politiker
- 1935 – John Macleod, 58, brittisk fysiolog, upptäckare av insulin, mottagare av Nobelpriset i fysiologi eller medicin 1923
- 1939 – Frank Fitzgerald, 54, amerikansk republikansk politiker, guvernör i Michigan 1935–1937 och sedan 1 januari detta år
- 1940 – Selma Lagerlöf, 81, svensk författare, mottagare av Nobelpriset i litteratur 1909, ledamot av Svenska Akademien sedan 1914
- 1951 – Ivar Widéen, 79, svensk kyrkomusiker och tonsättare
- 1955 – Nicolas de Staël, 41, sovjetisk konstnär
- 1957 – Constantin Brâncuși, 81, rumänsk skulptör
- 1968 – Gunnar Ekelöf, 60, svensk författare, ledamot av Svenska Akademien sedan 1958
- 1970
  - Tammi Terrell, 24, amerikansk soulsångare
  - K.G. Ossiannilsson, 94, svensk författare och översättare
- 1971 – Thomas Dewey, 68, amerikansk republikansk politiker, guvernör i staten New York 1943–1954
- 1977 – Kamal Jumblatt, 59, libanesisk politiker
- 1987 – Johann Otto von Spreckelsen, 57, dansk arkitekt
- 1988 – Mickey Thompson, 59, amerikansk racerförare
- 1998 – Derek Barton, 79, brittisk kemist, mottagare av Nobelpriset i kemi 1969
- 2000 – Thomas Ferebee, 81, amerikansk militär, ledande bombfällare på flygplanet Enola Gay, som släppte atombomben över Hiroshima
- 2003 – Lars Passgård, 62, svensk skådespelare
- 2005 – Ralph Erskine, 91, brittisk-svensk arkitekt
- 2008
  - Ola Brunkert, 61, svensk trumslagare åt bland andra Abba
  - Anura Bandaranaike, 59, lankesisk politiker, Sri Lankas turistminister 2004–2007 och utrikesminister 2005
  - G. David Low, 52, amerikansk astronaut
  - Kjell Swanberg, 64, svensk journalist och kåsör
- 2011 – Eve Malmquist, 95, svensk pedagog och tennisspelare, tidigare ordförande i Svenska Tennisförbundet
- 2013 – Jason Molina, 39, amerikansk sångare och låtskrivare
- 2014
  - Gary Bettenhausen, 72, amerikansk racerförare
  - Joseph Fan Zhongliang, 95, kinesisk katolsk biskop och regimkritiker
- 2015 – Max Stenbeck, 30, svensk-amerikansk företagare och finansman
- 2017 – Torgny Lindgren, 78, svensk författare, ledamot av Svenska Akademien
- 2021 – Berit Carlberg, 79, svensk revyprimadonna